# Dinacoma caseyi
Dinacoma caseyi är en skalbaggsart som beskrevs av Blaisdell 1930. Dinacoma caseyi ingår i släktet Dinacoma och familjen Melolonthidae. Inga underarter finns listade i Catalogue of Life.